# 梅安格拉德爾戈爾福

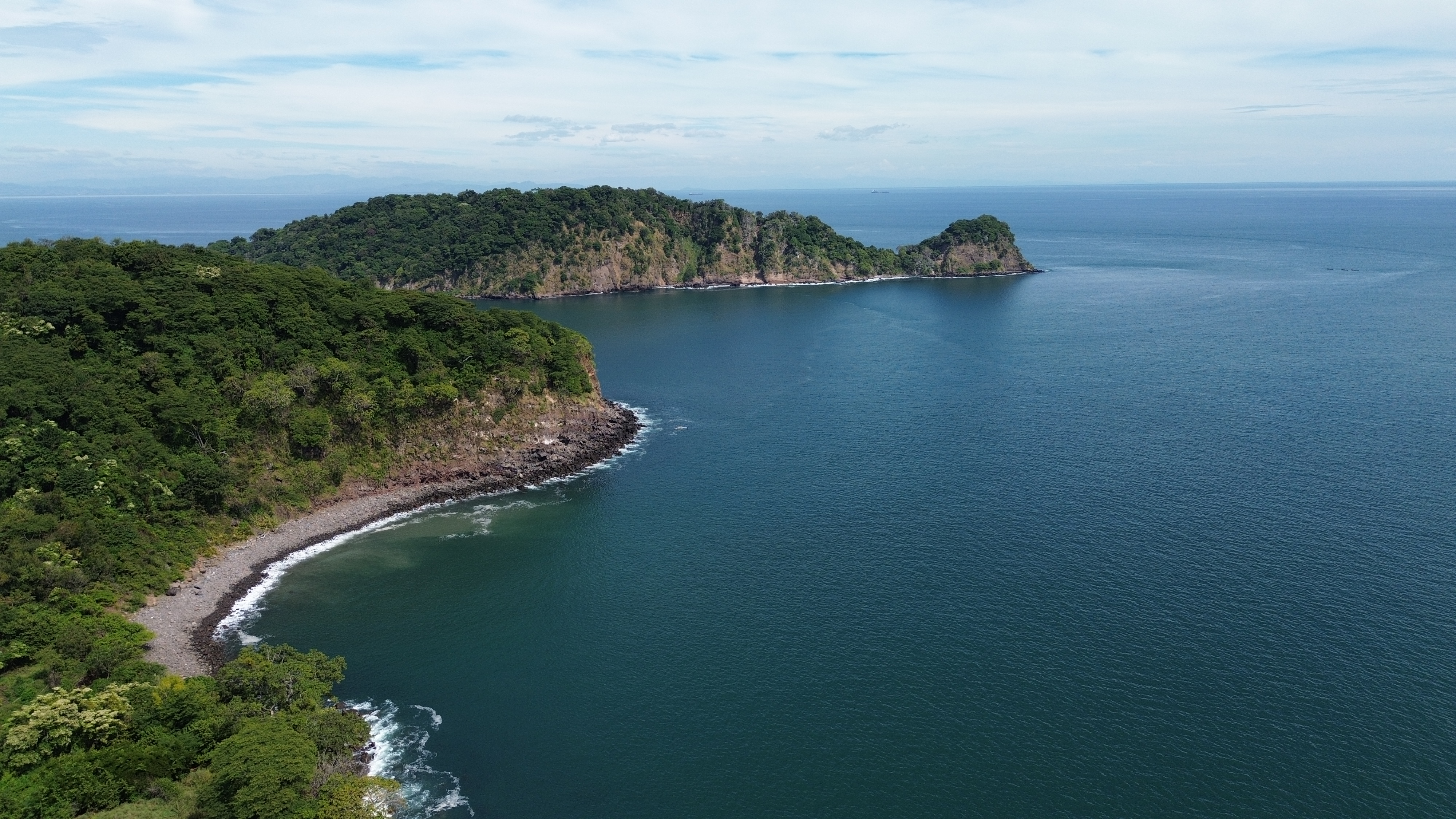

梅安格拉德爾戈爾福（西班牙語：Meanguera del Golfo），是薩爾瓦多的城鎮，位於該國東部，由拉烏尼翁省負責管轄，面積25.13平方公里，海拔高度43米，2007年人口2,398，人口密度每平方公里95.42人。
13°10′47″N 87°41′51″W / 13.17972°N 87.69750°W